# Брегано
Брегано (итал. Bregano) је насеље у Италији у округу Варезе, региону Ломбардија.
Према процени из 2011. у насељу је живело 836 становника. Насеље се налази на надморској висини од 320 м.

## Становништво
| 1931. | 1936. | 1951. | 1961. | 1971. | 1981. | 1991. | 2001. | 2011. |
| ----- | ----- | ----- | ----- | ----- | ----- | ----- | ----- | ----- |
| 384   | 315   | 368   | 420   | 439   | 539   | 652   | 726   | 839   |